# Union and New Haven Trust Building
El Union and New Haven Trust Building, ubicado en el número 205 de Church Street, en New Haven(Connecticut), era el edificio más alto de New Haven cuando se construyó en 1927. Este rascacielos de estilo neocolonial georgiano fue diseñado por los arquitectos Cross and Cross. El edificio, ubicado en la esquina noreste del histórico New Haven Green, cambió de manos varias veces a lo largo de los años. En 2014 se convirtió en residencias y pasó a llamarse The Union.

## Historia
Situado en la esquina de las calles Elm y Church, en el solar estuvo en la década de 1640 el hogar de Richard Perry, quien se desempeñó como secretario del Tribunal General de la Colonia de New Haven.
El edificio fue construido para la Union and New Haven Trust Co. durante los locos años veinte, diseñado para reflejar la arquitectura de Green y sus tres iglesias históricas. La cúpula dorada del edificio refleja intencionalmente la de la Iglesia Unida de Green. El edificio era el más alto de New Haven cuando se inauguró en 1927.
Union Trust Company trasladó su sede a Stamford en 1981, pero mantuvo una sucursal en la planta baja. El banco fue comprado en 1995 por First Union Corporation, que luego tomó el nombre de su adquisición de Wachovia y en 2010 se fusionó con Wells Fargo. La planta baja del edificio todavía está ocupada por una sucursal de Wells Fargo.

## Apartamentos
El 28 de marzo de 2013, Cooper Church LLC, un desarrollador con sede en Nueva York, compró el edificio de 184 480 pies cuadrados de Hampshire Hotels & Resorts por $13,5 millones. La Junta de Apelaciones de Zonificación de New Haven (BZA) aprobó las variaciones de zonificación propuestas por Cooper Church en junio de 2013. La construcción para convertir el antiguo edificio de oficinas en 138 apartamentos tipo estudio, de una y dos habitaciones en alquiler a precio de mercado comenzó en abril de 2014.

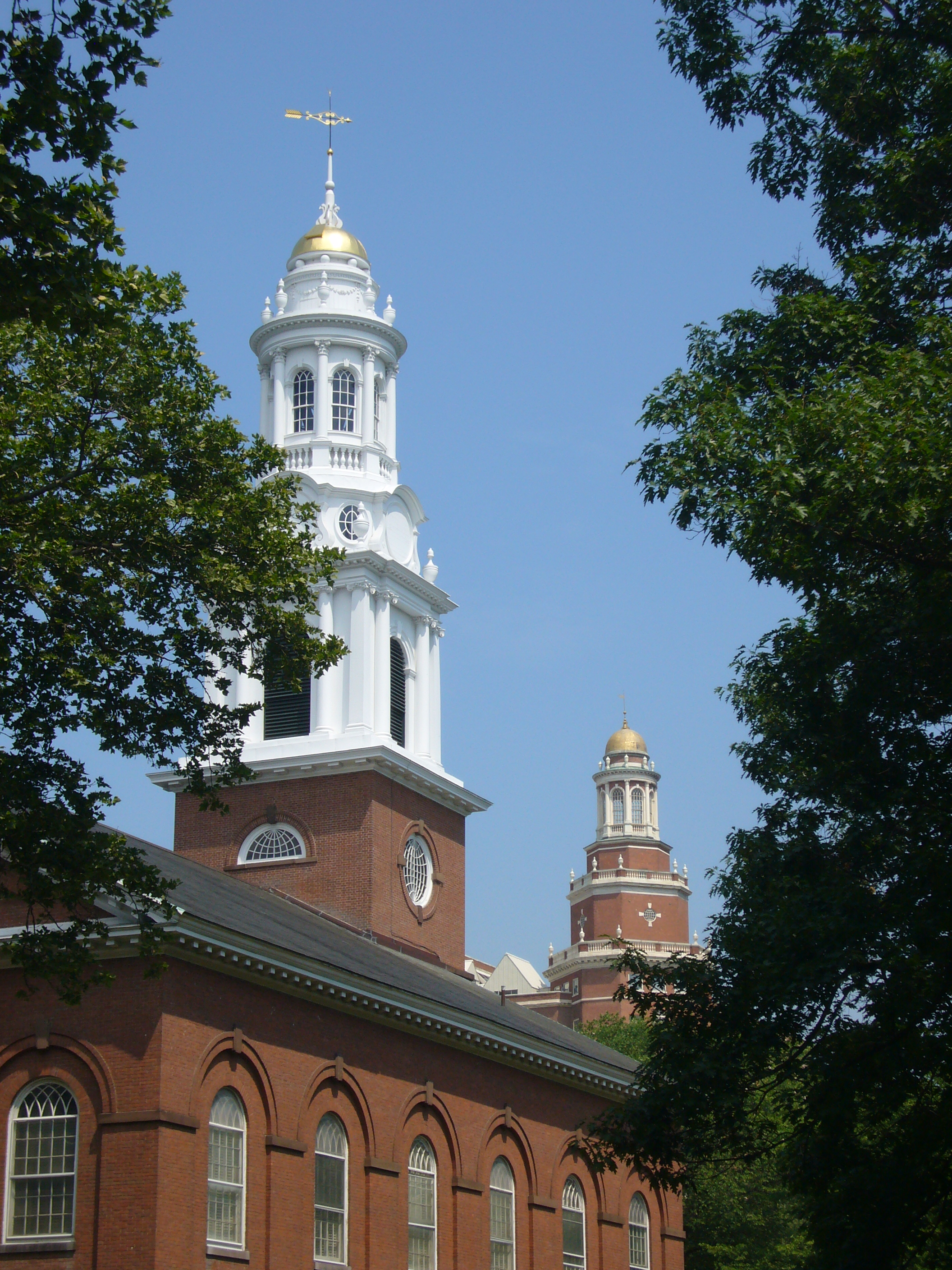
Iglesia Unida con Union y New Haven Trust Building al fondo; La cúpula del edificio de la Unión es un homenaje a la cúpula dorada de la Iglesia.

El arrendamiento en The Union comenzó en la primavera de 2015. El edificio incluye 138 apartamentos tipo estudio, de una y dos habitaciones.